# NMB48
NMB48 (abréviation de Namba48; prononcé à l'anglaise) est un groupe de musique féminin japonais, créé en 2010 à Osaka. Il est le 4e groupe 48 créé par Yasushi Akimoto après les autres groupes sœurs nationaux AKB48 (en 2005), SKE48 (en 2008) et SDN48 (en 2009), et avant le groupe HKT48 (en 2011) et le plus récent NGT48 (en 2015).

## Biographie
Le groupe est créé en 2010 par le producteur Yasushi Akimoto sur le modèle de son groupe-sœur AKB48, comme SKE48 avant lui. Il a fait ses débuts le 9 octobre, et se composait de 26 membres en tant qu'équipe Kenkyūsei (élève en français).
Il se produit à Osaka au Japon dans une salle de spectacles du quartier Namba. 26 membres sont tout d'abord sélectionnées lors de l'audition de septembre 2010, pour commencer à se produire en novembre suivant. Cependant, un membre a démissionné du groupe pour cause de maladie. Sur les 25 membres restants, 16 ont été promus dans la Team N le 10 mars 2011.
NMB48 appartient à Kyoraku Yoshimoto Holdings Co., Ltd, une société commune de Yoshimoto Kogyo Co., Ltd. et Kyoraku Sangyo Co., Ltd.
De nouvelles membres rejoignent le groupe par la suite, après la 2e audition de génération; 23 participantes ont fait leurs débuts en tant que Kenkyūsei 2e génération à l'événement du groupe AKB48 au Tokyo Dome City Hall, le 5 juin 2011. Le groupe est alors divisé en trois équipes : Team N, "Team M, et la Team Kenkyūsei formée des débutantes.
Le premier single du groupe, Zetsumetsu Kurokami Shōjo (絶滅黒髪少女), sort le 20 juillet 2011. Lors de sa première semaine, le single s'est vendu un total d'environ 218 000 exemplaires, ce qui en fait la meilleure vente unique dans les classements hebdomadaires de l'Oricon.
Ce n'est que deux ans plus tard, le 27 février 2013, que le groupe sort son premier album intitulé Teppen Tottande! à la suite de plusieurs singles, avec la participation de Yui Yokoyama (membre d'AKB48 Team A) en tant que membre provisoire d'NMB48 et qui a en même temps participé au 7e single d'NMB48 Kitagawa Kenji. Cet album étant disponible en plusieurs versions (type N, M et B), il se classe 1er des classements hebdomadaires des ventes de l'Oricon et se vend à 328 000 exemplaires durant la première semaine de sa publication.

La chanson Ibiza Girl devait être le dixième single et sortir le 24 juin 2014, mais n'est finalement pas sortie.
Le groupe a annoncé en juillet 2014 que Suto Ririka suspendait temporairement ses activités à partir du 17 juillet en raison d’un décollement de la rétine. Il a été rapporté sur le blog officiel que Ririka avait subi une intervention chirurgicale. Elle a besoin d’un mois de repos pour se rétablir complètement.
Un deuxième album est annoncé le même mois pour le 8 août 2014, intitulé Sekai no Chūshin wa Ōsaka ya ~Namba Jichiku~, avec la participation de Yuki Kashiwagi (membre d'AKB48 Team B) en tant que membre de la Team N de NMB48. Cependant, la chanson Ibiza Girl sortira sous cette forme en tant chanson promotionnelle et premier extrait de cet album. Il sortira en plusieurs versions (Type N, M, B).
Fin 2014, Nana Yamada, capitaine de la Team M, annonce sa remise de diplôme pour l'année suivante. Elle va cependant continuer ses activités pendant encore quelques mois et quittera le groupe d’idoles au printemps 2015. Le live et la cérémonie de graduation de Yamada Nana ont eu lieu le 3 avril 2015. Cette date correspond également à celle de son 23e anniversaire. Nana Yamada fait l’annonce le 15 octobre au cours du concert "NMB48 4th Anniversary Live au Osaka International Convention Center".
Lors des neuvièmes Élections Générales des AKB48 ayant eu lieu le 17 juin 2017, Ririka Sutou annonça sur scène avoir une relation amoureuse et qu'elle allait prochainement se marier. Cette annonce, contrevenant aux règles du groupe interdisant toute relation amoureuse, fut mal accueillie par une partie des membres du groupe. Le 21 juin, son prochain départ du groupe est officialisé.

## Salle du groupe
Le NMB48 Theater (NMB48劇場) est l'endroit où les NMB48 tiennent leurs performances presque tous les jours. Le "Théâtre NMB48" est situé près du Yes-Namba Building dans le quartier de Namba à Osaka. C'est la seule salle d'un groupe 48 située sous terre. Avant, elle servait aussi formellement comme théâtre de comédie sous le nom de 'base yoshimoto'[réf. nécessaire].
Le directeur actuel du théâtre est Takeshi Kaneko.

## Activités
- Le 31 décembre 2010, le groupe apparaît à la télévision comme l'un des groupes-sœurs des AKB48 dans la 61e NHK Kōhaku Uta Gassen.

- Le 1er janvier 2011, le groupe fait sa première représentation au Théâtre NMB48 "Dareka no Tame ni".

- Le 1er février 2011 - Sayaka Yamamoto et Miyuki Watanabe participent à l'événement Fukumame-maki au Tsutenkaku.

- Les 22 et 23 mars 2011 - Le groupe participe à la 3e Okinawa International Movie Festival.

- Le 16 avril 2011 - Sayaka Yamamoto et Miyuki Watanabe participent au AKB48 handshake event "Sakura no Ki ni Narou" au Kyocera Dome Osaka. En même temps, l'équipe N effectue un mini-live.

- Le groupe participe aussi à des singles de son groupe sœur AKB48, depuis le single Everyday Katyusha (en 2011).

## Membres actuels

### Team N
Notes = Sayaka Yamamoto est la capitaine de la team et du groupe.
| Prénom et Nom              | Date de Naissance | Lieu de naissance | Âge    | Remarques                |
| -------------------------- | ----------------- | ----------------- | ------ | ------------------------ |
| Sayaka Yamamoto (山本 彩)  | 14 juillet 1993   | Ōsaka             | 32 ans |                          |
| Narumi Koga (古賀 成美)    | 30 mars 1998      | Ōsaka             | 27 ans |                          |
| Ririka Sutou (須藤 凜々花) | 23 novembre 1996  | Tokyo             | 28 ans | Annoncé son départ       |
| Ayaka Yamamoto (山本 彩加) | 2 août 2002       | Hyogo             | 14 ans |                          |
| Azuma Yuki (東由樹)        | 17 février 1997   | Hyogo             | 20 ans |                          |
| Hayashi Momoka (林萌々香)  | 11 septembre 1998 | Kyoto             | 18 ans |                          |
| Hori Shion (堀詩音)        | 29 mai 1996       | Hokkaido          | 20 ans |                          |
| Matsumura Megumi           | 26 juin 1995      | Osaka             | 21 ans |                          |
| Kusaka Konomi              | 12 janvier 1996   | Osaka             | 21 ans |                          |
| Naiki Kokoro (内木志)      | 6 avril 1997      | Shiga             | 19 ans |                          |
| Tanigawa Airi (谷川愛梨)   | 5 décembre 1995   | Osaka             | 21 ans |                          |
| Mita Mao (三田麻央)        | 9 septembre 1995  | Osaka             | 21 ans |                          |
| Ichikawa Miori (市川美織)  | 12 février 1994   | Saitama           | 23 ans | Ex-Membre d'AKB48 Team B |

### Team M
Notes = Kawakami Rena est la capitaine de la Team M.
| Prénom et Nom                  | Date de Naissance | Lieu de naissance | Âge    | Remarques                        |
| ------------------------------ | ----------------- | ----------------- | ------ | -------------------------------- |
| Mizuki Uno (鵜野 みずき)       | 23 octobre 1996   | Nara              | 28 ans |                                  |
| Rena Kawakami (川上 礼奈)      | 16 septembre 1995 | Kagawa            | 29 ans | Captaine                         |
| Momoka Kinoshita (木下 百花)   | 6 février 1997    | Hyōgo             | 28 ans |                                  |
| Miru Shiroma (白間 美瑠)       | 14 octobre 1997   | Ōsaka             | 27 ans | Ex-Team N; Membre d'AKB48 Team A |
| Reina Nakano (中野 麗来)       | 24 août 1999      | Nara              | 25 ans |                                  |
| Ishida Yuumi (石田優美)        | 12 octobre 1998   | Hyogo             | 18 ans |                                  |
| Iso Kanae (磯佳奈江)           | 9 août 1993       | Ibraraki          | 23 ans | Vice-capitaine                   |
| Chihiro Kawakami (川上 千尋)   | 17 décembre 1998  | Osaka             | 18 ans |                                  |
| Nagisa Shibuya (渋谷 凪咲)     | 25 août 1996      | Osaka             | 20 ans |                                  |
| Rurina Nishizawa (西澤 瑠莉奈) | 27 juillet 1999   | Osaka             | 17 ans |                                  |
| Emika Kamieda (上枝 恵美加)    | 13 juillet 1994   | Osaka             | 22 ans | Annoncé son départ               |
| Kato Yuuka (加藤夕夏)          | 1er août 1997     | Osaka             | 19 ans |                                  |
| Odan Mai (大段舞依)            | 4 octobre 1994    | Hyogo             | 22 ans |                                  |
| Yoshida Akari (吉田朱里)       | 16 août 1996      | Osaka             | 20 ans |                                  |
| Yasuda Momone (安田桃寧)       | 8 juin 2001       | Osaka             | 15 ans |                                  |

### Team BII
Note = Kushiro Rina est la capitaine de la Team BII .
| Prénom et Nom              | Date de Naissance | Lieu de naissance | Âge    | Remarques |
| -------------------------- | ----------------- | ----------------- | ------ | --- |
| Anna Ijiri (井尻 晏菜)     | 20 janvier 1995   | Kyōto             | 30 ans | Vice-capitaine |
| Okita Ayaka                | 9 août 1993       | Ibaraki           | 31 ans | |
| Kushiro Rina               | 13 juillet 1994   | Ōsaka             | 31 ans | Capitaine |
| Jo Eriko (城恵理子)        | 27 novembre 1998  | Hyogo             | 18 ans | Quitte le 28 septembre 2012. Puis revient dans le groupe le 6 novembre 2013 en tant que kenkyūsei. Ex-4.5e Generation |
| Akari Ishizuka (石塚 朱莉) | 11 juillet 1997   | Chiba             | 19 ans | |
| Azusa Uemura (植村 梓)     | 4 février 1999    | Osaka             | 18ans  | |
| Akashi Natsuko(明石奈津子) | 17 aout 1999      | Osaka             | 17 ans | |
| Ota Yuuri (太田夢莉)       | 1er décembre 1999 | Nara              | 17 ans | |
| Takei Sara (武井紗良)      | 6 octobre 1998    | Osaka             | 18 ans | |
| Murase Sae (村瀬紗英)      | 30 mars 1997      | Osaka             | 19 ans | |
| Morita Ayaka (森田彩花)    | 29 mai 1995       | Hyogo             | 21 ans | |
| Yagura Fuuko (矢倉楓子)    | 24 février 1997   | Osaka             | 19 ans | |

### Membres à double position
Ce sont les membres qui possèdent une «double appartenance» dans les équipes d'AKB48 et les équipes de NMB48.
- Miori Ichikawa (AKB48 Team B & NMB48 Team N ; 2013 - 2014)
- Fūko Yagura (NMB48 Team M & AKB48 Team A ; 2013 - 2015)
- Miyuki Watanabe (NMB48 Team BII & AKB48 Team B; 2015 - 2016 )
- Yuki Kashiwagi (AKB48 Team B & NGT48 Team NIII; 2014 -  2015)

### Team Kenkyūsei (Élèves)
Draft
- Yuzuha Hongō (本郷 柚巴)
- Erina Andō (安藤 愛璃菜)

5e Génération
- Momoka Iwata (岩田 桃夏)[10]
- Kokona Umeyama (梅山 恋和)
- Karin Kojima (小嶋 花梨)
- Rika Shimizu (清水 里香)
- Rei Jōnishi (上西 怜)
- Mion Nakagawa (中川 美音)
- Shiori Mizuta (水田 詩織)
- Mirai Mizokawa (溝川 実来)
- Suzu Yamada (山田 寿々)

## Ex-membres

### Team N
| Prénom et Nom                   | Date de Naissance | Lieu de naissance | Âge    | Remarques                                                                   |
| ------------------------------- | ----------------- | ----------------- | ------ | --------------------------------------------------------------------------- |
| Ayaka Mori (森 彩華)            | 23 mai 1996       | Ōsaka             | 29 ans | Ex-Kenkyūsei 1re générat° ; diplômée le 10 juillet 2011                     |
| Shiori Matsuda (松田 栞)        | 18 juin 1998      | Hyōgo             | 27 ans | Diplômée le 28 octobre 2012                                                 |
| Kanna Shinohara (篠原 栞那)     | 22 septembre 1997 | Hyōgo             | 27 ans | Diplômée le 12 avril 2013                                                   |
| Aina Fukumoto (福本 愛菜)       | 25 mars 1993      | Nara              | 32 ans | Diplômée le 1er juillet 2013                                                |
| Yui Yokoyama (横山 由依)        | 8 décembre 1992   | Kyōto             | 32 ans | Membre provisoire du 24 août 2012 au 28 avril 2013 ; Membre d'AKB48 Team K  |
| Mayu Ogasawara (小笠原 茉由)    | 11 avril 1994     | Ōsaka             | 31 ans | Ex-Kenkyūsei 1re générat° ; Transférée chez AKB48 Team B le 24 février 2014 |
| Natsumi Yamagishi (山岸 奈津美) | 16 septembre 1994 | Ōsaka             | 30 ans | Ex-Team M ; Diplômée le 12 mars 2015                                        |
| Riho Kotani (小谷 里歩)         | 24 août 1994      | Kyōto             | 30 ans | Ex-AKB48 Team A; Ex-AKB48 Team 4 Diplômée le 4 février 2016                 |
| Aika Nishimura (西村 愛華)      | 12 janvier 1998   | Kyōto             | 27 ans | Diplômée le 30 mars 2016                                                    |
| Anna Murashige (村重 杏奈)      | 29 juillet 1998   | Yamaguchi         | 26 ans | Membre de HKT48 Team KIV                                                    |
| Yuki Kashiwagi (柏木 由紀)      | 15 juillet 1991   | Kagoshima         | 34 ans | Membre d'AKB48 Team B                                                       |
| Saki Konō (河野 早紀)           | 18 juin 1994      | Hiroshima         | 31 ans | Diplômée le 30 avril 2015                                                   |
| Kanako Muro (室 加奈子)         | 20 novembre 1996  | Ōsaka             | 28 ans | Diplômée le 16 juin 2015                                                    |
| Tsubasa Yamauchi (山内 つばさ)  | 6 juin 2000       | Ōsaka             | 25 ans | Diplômée le 12 mars 2015                                                    |
| Rika Kishino (岸野 里香)        | 4 juin 1994       | Hyōgo             | 31 ans | Diplômée le 15 octobre 2016                                                 |
| Kei Jōnishi (上西 恵)           | 18 mars 1995      | Shiga             | 22 ans | Diplômée le 10 avril 2017                                                   |
| Yabushita Shu (薮下柊)          | 2 décembre 1998   | Osaka             | 18 ans | Diplômée le 11 avril 2017                                                   |

### Team M
| Prénom et Nom                 | Date de Naissance | Lieu de naissance | Âge    | Remarques                                                              |
| ----------------------------- | ----------------- | ----------------- | ------ | ---------------------------------------------------------------------- |
| Yūka Kodakari (小鷹狩 佑香)   | 5 août 1997       | Ōsaka             | 27 ans | Diplômée le 6 mai 2012                                                 |
| Runa Fujita (藤田 留奈)       | 25 novembre 1997  | Ōsaka             | 27 ans | Diplômée le 3 octobre 2012                                             |
| Riona Ōta (太田 里織菜)       | 31 décembre 1996  | Gifu              | 28 ans | Diplômée le 4 octobre 2012                                             |
| Ayame Hikawa (肥川彩愛)       | 8 novembre 1994   | Hyōgo             | 30 ans | Diplômée le 22 décembre 2012                                           |
| Hitomi Yamamoto (山本 ひとみ) | 8 novembre 1998   | Ōsaka             | 26 ans | Diplômée le 30 mai 2013                                                |
| Arisa Koyanagi (小柳 有沙)    | 28 avril 1995     | Hyōgo             | 27 ans | Diplômée le 8 février 2014                                             |
| Rena Shimada (島田 玲奈)      | 5 août 1993       | Ōsaka             | 31 ans | Diplômée le 8 avril 2014                                               |
| Keila Yogi (與儀ケイラ)       | 18 octobre 1999   | Ōsaka             | 25 ans | Diplômée le 2 juillet 2014 ; Renonce pour poursuivre ses études        |
| Nana Yamada (山田 菜々)       | 3 avril 1992      | Ōsaka             | 33 ans | Ex-capitaine de la team ; Ex-SKE48 Team KII ; Diplômée le 3 avril 2015 |
| Yui Takano (高野 祐衣)        | 6 décembre 1993   | Ōsaka             | 31 ans | Diplômée le 13 juillet 2015                                            |
| Ayaka Murakami (村上 文香)    | 2 juin 1993       | Hyōgo             | 32 ans | Diplômée le 13 mars 2015                                               |
| Rina Kondō (近藤 里奈)        | 23 février 1997   | Shiga             | 28 ans | Ex-Team N; Ex-Team M Diplômée le 27 janvier 2016                       |

### Team BⅡ
| Prénom et Nom                  | Date de Naissance | Lieu de naissance | Âge    | Remarques                                                                   |
| ------------------------------ | ----------------- | ----------------- | ------ | --------------------------------------------------------------------------- |
| Mako Umehara (梅原 真子)       | 11 janvier 1999   | Kyōto             | 26 ans | Diplômée le 23 mars 2014                                                    |
| Rikako Kobayashi (小林 莉加子) | 24 mai 1996       | Ōsaka             | 29 ans | Diplômée le 10 avril 2014, elle quitte le groupe pour poursuivre ses études |
| Hono Akazawa (赤澤 萌乃)       | 29 janvier 1997   | Ōsaka             | 28 ans | Renonce le 2 juillet 2014                                                   |
| Kanako Kadowaki (門脇 佳奈子)  | 24 octobre 1996   | Ōsaka             | 28 ans | Diplômée le 16 février 2016                                                 |
| Ayaka Umeda (梅田 彩佳)        | 3 janvier 1989    | Fukuoka           | 36 ans | Vice-Capitaine ; Ex-AKB48 Team K et Team B Diplômée le 31 mars 2016         |
| Miyuki Watanabe (渡辺 美優紀)  | 19 septembre 1993 | Nara              | 31 ans | Ex-Membre d'AKB48 Team B; Diplômée le 9 août 2016                           |
| Mirei Ueda (植田 碧麗)         | 2 février 1999    | Hyōgo             | 26 ans | Diplômée le 30 septembre 2016                                               |
| Haruna Kinoshita (木下 春奈)   | 9 juin 1998       | Ōsaka             | 27 ans | Ex-Team N; Diplômée le 23 octobre 2016                                      |
| Chiho Matsuoka (松岡 知穂)     | 21 avril 1998     | Ōsaka             | 27 ans | Diplômée le 23 octobre 2016                                                 |
| Hazuki Kurokawa (黒川 葉月)    | 5 août 1998       | Ōsaka             | 26 ans | Diplômée le 24 décembre 2016                                                |
| Reina Fujie (藤江 れいな)      | 1er février 1994  | Chiba             | 23 ans | Diplômée le 27 mai 2017                                                     |
| Yamaguchi Yuki (山口夕輝)      | 17 octobre 1993   | Osaka             | 23 ans | Diplômé le 28 avril 2017                                                    |
| Muranaka Yuki (村中有基)       | 4 mars 1997       | Nara              | 20 ans | Diplômée le 25 juin 2017                                                    |

### Team Kenkyūsei (Élèves)
1re génération
- Ayaka Yamauchi (山内 彩花)
- Mizuki Hara (原 みづき)

2e génération
- Akane Takiyama (瀧山 あかね)
- Riko Otani (大谷 莉子)
- Risako Okada (岡田 梨紗子)
- Sorai Satō (佐藤 天彩)
- Hiromi Nakagawa (中川 紘美)

3e génération
- Kokoro Ishikawa (石川 こころ)
- Nanami Sasaki (佐々木 七海)
- Sora Togo (東郷 青空)
- Kano Sugimoto (杉本 香乃)
- Riko Hisada (久田 莉子)
- Riko Takayama (高山 梨子)
- Arisa Miura (三浦 亜莉沙)

4e génération
- Risa Sugino (杉野 莉沙)
- Sena Hirose (廣瀬 聖七)
- Masako Ishihara (石原 雅子)
- Noa Ogawa (小川 乃愛)
- Momoka Shimazaki (嶋崎 百萌香)
- Honoka Terui (照井 穂乃佳)

Draft
- Nanami Nishinaka (西仲 七海)

## Discographie

### Albums
| # | Information | Oricon Weekly Albums Chart | Premières ventes | Total des ventes |
| - | --- | -------------------------- | ---------------- | ---------------- |
| 1 | Teppen Tottande! (てっぺんとったんで!) - Sortie : 27 février 2013 - Label : laugh out loud! Records - Formats : CD / CD+DVD / téléchargement numérique                                          | 1                          | 328 436          | 421 129          |
| 2 | Sekai no Chūshin wa Ōsaka ya ~Namba Jichiku~ (世界の中心は大阪や ～なんば自治区～) - Sortie : 13 août 2014 - Label : laugh out loud! Records - Formats : CD / CD+DVD / téléchargement numérique | 1                          | 325 249          | 398 905          |
| 3 | Namba Ai ~Ima, Omou Koto~ (難波愛～今、思うこと～) - Sortie : 2 août 2017 - Label : laugh out loud! Records - Formats : CD / CD+DVD / téléchargement numérique                                  |                            |                  |                  |

### Singles
| #  | Date de sortie   | Titre                                    | Positions                   | Positions               | Oricon sales ,   | Oricon sales ,   | Album                                        |
| #  | Date de sortie   | Titre                                    | Oricon Weekly Singles Chart | Billboard Japan Hot 100 | Première semaine | Total des ventes |                                              |
| -- | ---------------- | ---------------------------------------- | --------------------------- | ----------------------- | ---------------- | ---------------- | -------------------------------------------- |
| 1  | 20 juillet 2011  | Zetsumetsu Kurokami Shōjo (絶滅黒髪少女) | 1                           | 2                       | 218 441          | 267 810          | Teppen Tottande!                             |
| 2  | 19 octobre 2011  | Oh My God! (オーマイガー!)               | 1                           | 3                       | 265 435          | 325 784          | Teppen Tottande!                             |
| 3  | 8 février 2012   | Junjō U-19 (純情U-19)                    | 1                           | 1                       | 329 438          | 376 563          | Teppen Tottande!                             |
| 4  | 9 mai 2012       | Nagiichi (ナギイチ)                      | 2                           | 2                       | 375 785          | 451 489          | Teppen Tottande!                             |
| 5  | 8 août 2012      | Virginity (ヴァージニティー)             | 1                           | 1                       | 315 205          | 396 543          | Teppen Tottande!                             |
| 6  | 7 novembre 2012  | Kitagawa Kenji (北川謙二)                | 1                           | 1                       | 317 051          | 410 269          | Teppen Tottande!                             |
| 7  | 19 juin 2013     | Bokura no Eureka (僕らのユリイカ)        | 1                           | 1                       | 481 843          | 558 892          | Sekai no Chūshin wa Ōsaka ya ~Namba Jichiku~ |
| 8  | 2 octobre 2013   | Kamonegix (カモネギックス)               | 1                           | 1                       | 374 644          | 509 210          | Sekai no Chūshin wa Ōsaka ya ~Namba Jichiku~ |
| 9  | 26 mars 2014     | Takane no Ringo (高嶺の林檎)             | 1                           | 1                       | 406 579          | 451 949          | Sekai no Chūshin wa Ōsaka ya ~Namba Jichiku~ |
| 10 | 5 novembre 2014  | Rashikunai (らしくない)                  | 1                           | 2                       | 420 326          | 494 226          | Namba Ai ~Ima, Omou Koto~                    |
| 11 | 31 mars 2015     | Don't Look Back!                         | 1                           | 1                       | 447 282          | 527 081          | Namba Ai ~Ima, Omou Koto~                    |
| 12 | 15 juillet 2015  | Durian Shōnen (ドリアン少年)             | 1                           | 1                       | 371 276          | 386 992          | Namba Ai ~Ima, Omou Koto~                    |
| 13 | 7 octobre 2015   | Must be Now                              | 1                           | 1                       |                  |                  | Namba Ai ~Ima, Omou Koto~                    |
| 14 | 27 avril 2016    | Amagami Hime (甘噛み姫)                  | 1                           | 1                       |                  |                  | Namba Ai ~Ima, Omou Koto~                    |
| 15 | 3 août 2016      | Boku wa Inai (僕はいない)                | 1                           | 1                       |                  |                  | Namba Ai ~Ima, Omou Koto~                    |
| 16 | 28 décembre 2016 | Boku Igai no Dareka (僕以外の誰か)       |                             |                         |                  |                  | Namba Ai ~Ima, Omou Koto~                    |

### DVD / Blu-ray
1. 27 mars 2012 - NMB48 1st Anniversary Special Live (NMB48 1st Anniversary Special Live?)
2. 31 mars 2014 - NMB48 8 LIVE COLLECTION (NMB48 8 LIVE COLLECTION?)